# ダン・ファロウズ
ダン・ファロウズ（Dan Fallows, 1973年11月13日 - ）は、イギリス出身のF1のエアロダイナミシスト。現在、アストンマーティンF1のテクニカルディレクター。ファローズと表記されることもある。

## 人物
1992年からサウサンプトン大学で航空宇宙工学を学び、1996年終業し、工学修士。
1997年から2001年、ローラでジュニア空力エンジニアから修行する。
| 1992 - 1996       | 工学修士, 航空宇宙工学       | サウサンプトン大学                              | サウサンプトン                                                                 |                                               |
| 1997 - 2001       | エアロダイナミシスト         | ローラ・カーズ                                  | ハンティンドン                                                                 |                                               |
| 2001 - 2003.09    | 上級エアロダイナミシスト     | ジャガー・レーシング                            | ビスター(レイナード旧本部)                                                     | R3、R4                                        |
| 2003.09 - 2004.11 | 上級エアロダイナミシスト     | ジャガー・レーシング                            | ビスター(レイナード旧本部) / ベッドフォード(アロウズ旧風洞)                    | R5、R6                                        |
| 2004.11 - 2005    | 上級エアロダイナミシスト     | Red Bull Racing Holdings                        | ビスター(レイナード旧本部) / ベッドフォード(アロウズ旧風洞)                    | RB1=R6=(STR1)                                 |
| 2005 - 2006.01    | F1チーフエアロダイナミシスト | ダラーラ (エアロラボ)                           | サンターガタ・ボロニェーゼ (フォンドテック敷地内)                              | TF106                                         |
| 2006.01-2006.12   | 上級エアロダイナミシスト     | Red Bull Racing Holdings                        | ミルトン・キーンズ ビスター(レイナード旧本部) / ベッドフォード(アロウズ旧風洞) | RB2                                           |
| 2006.12-2009.06   | 上級エアロダイナミシスト     | レッドブル・テクノロジー                        | ミルトン・キーンズ ビスター(レイナード旧本部) / ベッドフォード(アロウズ旧風洞) | RB3、RB4、RB5、RB6                            |
| 2009.06-2014.02   | チーフエアロダイナミシスト   | レッドブル・レーシング レッドブル・テクノロジー | ミルトン・キーンズ ビスター(レイナード旧本部) / ベッドフォード(アロウズ旧風洞) | RB7、RB8、RB9、RB10                           |
| 2014.04-2022.04   | 空力部門のチーフエンジニア   | レッドブル・レーシング レッドブル・テクノロジー | ミルトン・キーンズ ビスター(レイナード旧本部) / ベッドフォード(アロウズ旧風洞) | RB11、RB12、RB13 RB14、RB15、RB16 RB16B、RB18 |
| 2022.04 - 現在    | テクニカルディレクター       | アストンマーティンF1                            | シルバーストン                                                                 | AMR23                                         |

2001年、シニア・エアロダイナミシストとしてジャガー・レーシングに採用され、F1でのキャリアをスタート、ビスターのジャガー風洞を使用してレースカーの設計開発のサポートをする。
空力チームのトップは、デビッド・ピッチフォース。ベン・アガザンジェロウが空力ヘッドを勤め、エリック・ブランディンもエアロダイナミシストしてフォンドテックから派遣されていて一緒だった。
ジャガーが撤退決定を発表すると、イタリアのシャシービルダーであるダラーラに移動し、エアロダイナミシストの筆頭を務めるが、当時ダラーラは最先端の風洞を使用して、トヨタF1チームへの風洞サービスを2003年から始めていて、マイク・ガスコイン がテクニカルディレクター、ニコロ・ペトルッチが空力責任者だった。
2006年、ファロウズはミルトン・キーンズのレッドブル・レーシングに戻り、空力部門のチームリーダーとしてレース現場でレースカーのR&Dを進め、チームの最初の表彰台、勝利、そして最終的に8つの世界タイトルの獲得に貢献した。 
2014年、空気力学部門の責任者になり、F1のハイブリッド時代におけるチームの進化に貢献してきた  。
2021年6月25日に、ファロウズがアストンマーティンF1チームと契約したことが発表され、両チーム間での調整に手間取り、2022年初めに至って、アストンマーティンとレッドブルとの合意発表がなされた。
レッドブルが2023年までの契約からファロウズを解除した後、実際にアストンマーティンチームで働き始めるのは2022年4月からとの報告がなされた（いわゆるガーデニング休暇）。
2021年11月24日、メルセデスを離れ、2022年初頭にアストンマーティンF1に加わることが発表されていたエリック・ブランディンとともに再び働くことになるが、同チームの最高技術責任者(CTO)は、これまたジャガー・レーシングからレッドブル・レーシング創業期にかけて、ビスターファシリティーの整備に大きく貢献したアンドリュー・グリーンである。
2023年、同チームのテクニカルディレクターに就任。